# Grete L. Bibring
Pour les articles homonymes, voir Bibring.
Grete Lehner Bibring (1899-1977) est une psychiatre et psychanalyste américaine d'origine autrichienne. Elle est la première femme nommée professeure à la Harvard Medical School, en 1961.

## Biographie
Grete Lehner naît le 11 janvier 1899 à Vienne. Elle est la benjamine d'une fratrie de quatre enfants. Elle fait ses études secondaires au lycée pour filles de Vienne, où elle obtient son abitur en 1918. Elle s'inscrit à l'université de Vienne, où elle obtient son diplôme de médecin en 1924, puis fait une spécialisation en neurologie et en psychiatrie auprès de Julius Wagner-Jauregg et d'Emil Mattauschek à l'hôpital de Vienne. Elle est l'une des premiers étudiants de l'institut de formation de la Société psychanalytique de Vienne, dont elle devient membre en 1925, après une analyse didactique avec Herman Nunberg,. Elle participe au groupe de travail sur la sexualité et la psychanalyse d'Otto Fenichel, avec notamment Edward Bibring, qu'elle épouse en 1921. 
Elle est analyste formatrice et enseignante à la société psychanalytique de Vienne de 1933 à 1938. Elle publie en 1933 un article sur « La phase phallique et ses perturbations chez la petite fille », pour la revue Zeitschrift für psychoanalytische Pädagogik.
En mai 1938, après l'annexion de l'Autriche par l'Allemagne nazie, Edward Bibring et Grete Bibring quittent Vienne et se réfugient d'abord à Londres, où elle rejoint la Société britannique de psychanalyse. Edward Bibring reçoit ensuite une invitation de l'université Tufts, et la famille obtient donc un visa pour les États-Unis, et s'installe à Boston. Edward et Grete Bibring rejoignent la Boston Psychoanalytic Society (en) Grete obtient la citoyenneté américaine en 1946, ce qui lui permet de reprendre ses activités professionnelles. 
Elle enseigne à la Harvard Medical School et donne des cours de psychologie psychanalytique à l'école de travail social du Simmons College, de 1942 à 1955. Elle dirige le département de psychiatrie du Beth Israel Hospital de 1946 à 1955, où elle participe à la réorganisation de l'enseignement de la psychiatrie. En 1955, elle est nommée directrice de recherche en psychiatrie et chef du service de psychiatrie de l'hôpital, jusqu'à sa retraite en 1965.
Bibring est consultante en psychiatrie au Radcliffe College et au bureau des enfants à Washington. Elle est analyste formatrice de la Boston Psychoanalytic Society, dont elle est présidente en 1955. Elle est vice-présidente de l'Association psychanalytique internationale de 1959 à 1963, et présidente de l'American Psychoanalytic Association en 1962-1963. En 1968, elle est reçue membre de Académie américaine des arts et des sciences,.
Edward Bibring meurt en 1959. Elle-même meurt le 10 août 1977, à Cambridge, à l'âge de 78 ans.

## Publications
- « On the “passing of the Oedipus complex” in a matriarchal family setting », in Rudolph M. Loewenstein (dir.), Drives, Affects, Behavior,  International Universities Press, Madison, 1953 p. 278-284.
- The training analysis and its place in psycho-analytic training, The International Journal of Psychoanalysis, 35, 169-173, 1954.
- avec T. F. Dwyer, D. S.Huntington & A. F. Valenstein, « A study of the psychological processes in pregnancy and of the earliest mother-child relationship », The Psychoanalytic Study of the Child, 16, 9-72, 1962.
- avec Lectures in Medical Psychology : An Introduction to the Care of Patients, New York, NY, International Universities Press, 1968
- « The Teaching of Dynamic Psychiatry: A Reappraisal of the Goals and Techniques in the Teaching of Psychoanalytic Psychiatry » (1968) 
—Symposium on the Teaching of Dynamic Psychiatry